# Passo San Leonardo
Il passo San Leonardo (1282 m s.l.m.) è un valico dell'Appennino centrale, sito in Abruzzo, nella parte occidentale del massiccio della Maiella e a sud-est del gruppo delle montagne del Morrone, all'interno dei territori comunali di Pacentro e Sant'Eufemia a Maiella.

## Descrizione
Ricade nel territorio del parco nazionale della Maiella ed è un punto di partenza per le ascensioni; in particolare, attraverso la "rava della Giumenta Bianca" (la cosiddetta "direttissima") è possibile raggiungere il monte Amaro (2795 m s.l.m.), la cima più alta della Maiella. Percorso dalla strada statale 487, collega Pacentro con Sant'Eufemia a Maiella, con possibilità di raggiungere Campo di Giove tramite la strada provinciale 54. Al di sotto del guado origina il fiume Orta che scorre poi per 26 km scavando l'omonima valle, prima di congiungersi con l'Aterno-Pescara, come suo affluente, in corrispondenza di Piano d'Orta, frazione di Bolognano. Il passo San Leonardo è caratterizzato da forti venti di libeccio e nebbie ricorrenti, soprattutto durante i mesi invernali, quando vi si verificano abbondanti precipitazioni nevose, come rilevato dalla stazione meteorologica presente.

## Sport
La località ospita una stazione sciistica, sorta negli anni sessanta su volontà dell'imprenditore Michele Celidonio, costituita da due sciovie e con piste da sci ed un anello per lo sci di fondo. Al suo interno è inoltre possibile praticare equitazione ed escursionismo.